# Inspetor (Partido Nazista)

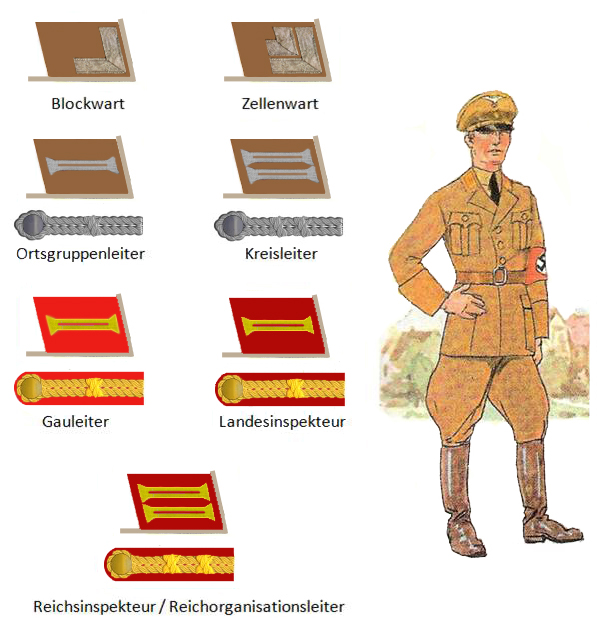
Insígnias do Partido Nazista mostrando as patentes políticas de Landesinspekteur e Reichsinspekteur

Inspekteur (Inspetor) foi uma patente política nazista que existiu brevemente em 1932, em uma reorganização promulgada por Gregor Strasser, o Reichsorganisationsleiter (Líder Organizacional do Reich) do Partido Nazista desde janeiro de 1928.

## História
Strasser recebeu grande liberdade para organizar e estruturar o Partido de Adolf Hitler, que não estava interessado em detalhes administrativos e preocupações organizacionais mundanas do dia a dia.  Strasser procurou consolidar e centralizar a estrutura organizacional impondo uma camada adicional de supervisão aos então existentes 44 Gauleiters na Alemanha e na Áustria. Strasser procurou melhorar o controle organizacional do Partido em todo o país antes das próximas eleições de 31 de julho de 1932 para o Reichstag alemão. O objetivo geral era dar ao Partido o tipo de estrutura organizacional que lhe permitisse disputar as eleições de uma forma mais eficaz e disciplinada. 
Em 15 de julho de 1932, os Gauleiters do Partido foram subordinados a dez novos funcionários intitulados Landesinspekteurs, cada um com responsabilidades de supervisão de vários Gaue dentro de uma área geográfica específica (Ver tabelas). Esses novos Landesinspekteurs foram retirados das fileiras dos Gauleiters existentes e deixaram seus postos de Gau. A maioria eram colegas de confiança de Strasser e trabalharam com ele quando ele era um dos principais organizadores do Partido no norte da Alemanha no início da década de 1920.  Estes Landesinspekteurs, por sua vez, reportavam a um dos dois novos Reichsinspekteurs, Paul Schulz ou Robert Ley, ambos os quais serviram como protegidos próximos de Strasser no Reichsleitung do Partido (Gabinete de Liderança do Reich) em Munique. 
Os Landesinspekteurs eram agentes independentes, dotados de autoridade para conduzir inspeções surpresa do Gau, dia ou noite, sem aviso prévio. Eles também receberam autoridade para substituir as diretivas dos Gauleiters, se necessário. A nova organização foi contestada por muitos Gauleiters, pois impôs camadas adicionais de burocracia do Partido entre eles e Hitler. Eles sempre se consideraram agentes diretos de Hitler em suas jurisdições e estavam acostumados a se reportar diretamente a ele. 
A posição de Inspekteur era indicada nas camisas marrons do Partido Nazista por uma das duas barras de colarinho usadas em um remendo vermelho escuro. As ombreiras também eram combinadas com um cordão de ouro de um ou dois nós.
Em 8 de dezembro de 1932, Strasser renunciou ao cargo de Reichsorganisationsleiter em uma grande disputa política com Hitler sobre a direção futura do Partido. Em 15 de dezembro, Hitler anunciou que assumiria temporariamente as funções de Reichsorganisationsleiter, com Robert Ley como Chefe do Gabinete.  Paul Schulz seguiu Strasser em direção à aposentadoria. Na tentativa de erradicar o legado de Strasser, Hitler decretou uma revogação completa das recentes reformas administrativas. Ele ainda reconfirmou o status dos Gauleiters como seus agentes pessoais. Os cargos de Landesinspekteur e Reichsinspekteur foram abolidos. Todos os dez Landesinspekteurs foram devolvidos aos seus antigos cargos de Gauleiter.  Assim, o novo esquema organizacional não sobreviveu à queda de Strasser, e esses dois cargos de Inspekteur desapareceram da organização do Partido.

## Lista
| Landesinspekteur         | Área                          | Gaue                                                                                      |
| ------------------------ | ----------------------------- | ----------------------------------------------------------------------------------------- |
| Joseph Goebbels          | Berlim                        | Berlim                                                                                    |
| Helmuth Bruckner         | Leste                         | Danzig, Prússia Oriental, Silésia                                                         |
| Bernhard Rust            | Baixa Saxônia                 | Hanôver Oriental, Hanôver Meridional-Brunswick, Weser-Ems, Vestfália-Norte, Vestfália-Sul |
| Wilhelm Friedrich Loeper | Alemanha Central-Brandemburgo | Brandemburgo, Marcha Oriental, Halle-Merseburg, Magdeburg-Anhalt                          |
| Hinrich Lohse            | Norte                         | Hamburgo, Mecklemburgo-Lübeck, Pomerânia, Schleswig-Holstein                              |

| Landesinspekteur      | Área             | Gaue |
| --------------------- | ---------------- | --- |
| Theodor Habicht       | Áustria          | Caríntia, Baixa Áustria, Salzburgo, Estíria, Tirol, Alta Áustria, Viena, Vorarlberg                                            |
| Robert Ley (Interino) | Baviera          | Baixa Baviera-Alto Palatinado, Baixa Francônia, Média Francônia, Munique-Alta Baviera, Reno-Palatinado, Suábia, Alta Francônia |
| Martin Mutschmann     | Saxônia-Turíngia | Saxônia, Turíngia |
| Jakob Sprenger        | Sudoeste         | Baden, Hesse-Darmstadt, Hesse-Nassau Norte, Hesse-Nassau Sul, Württemberg-Hohenzollern                                         |
| Henrique Haake        | Oeste            | Dusseldorf, Essen, Koblenz-Trier, Colônia-Aachen, Sarre                                                                        |